# Ula (stad)
Ula is de hoofdplaats van het Turkse district Ula en telt 5121 inwoners (2008).

## Verkeer en vervoer

### Wegen
Ula ligt aan de provinciale wegen 48-25 en 48-29.

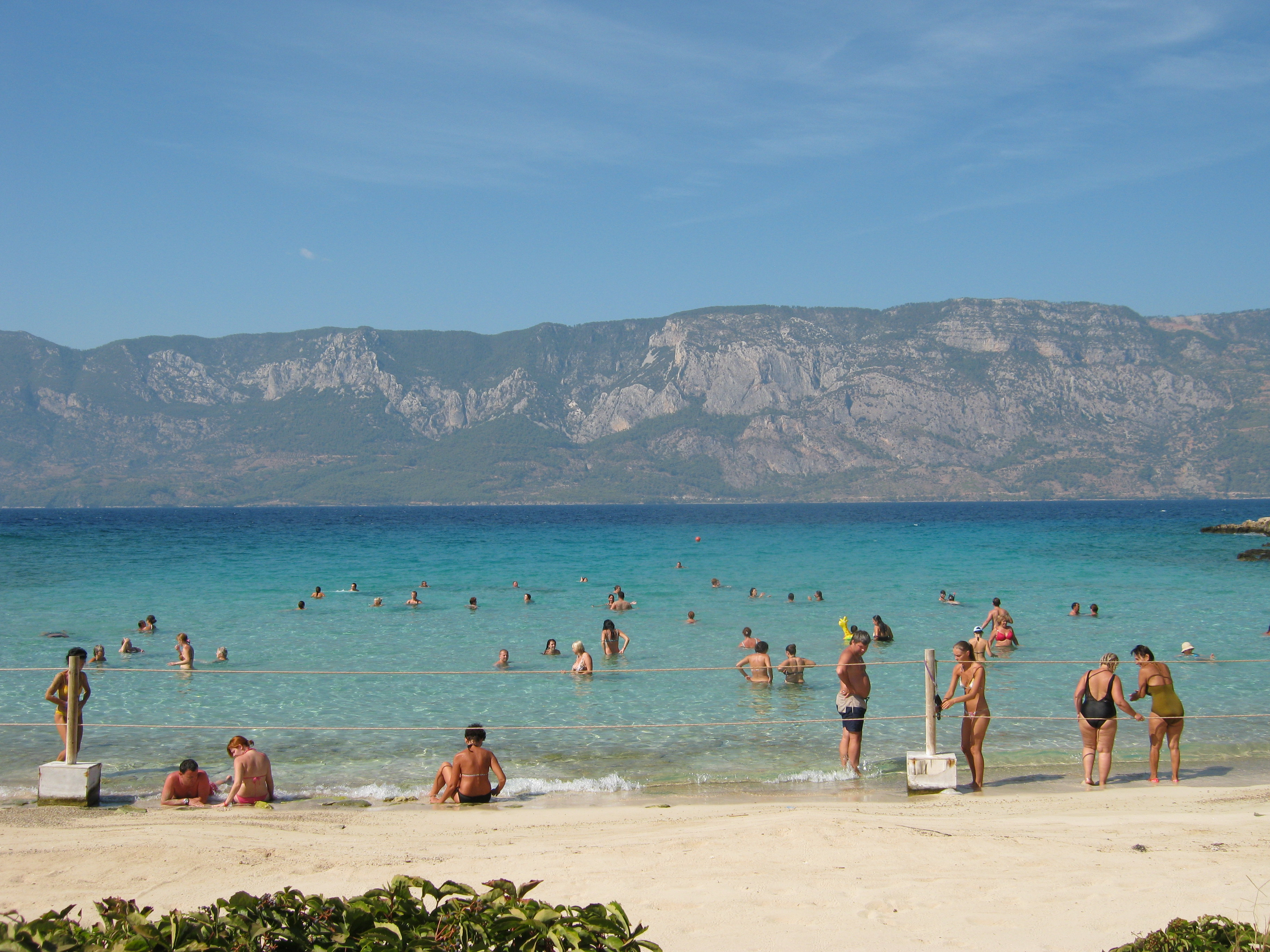
Cleopatrastrand